# Aspilota visibilis
Aspilota visibilis är en stekelart som beskrevs av Sergey A. Belokobylskij 2007. Aspilota visibilis ingår i släktet Aspilota och familjen bracksteklar. Inga underarter finns listade.